# Rubus scolocaulon
Rubus scolocaulon är en rosväxtart som beskrevs av T. S. Brandegee. Rubus scolocaulon ingår i släktet rubusar, och familjen rosväxter. Inga underarter finns listade i Catalogue of Life.